# Coral Gables Biltmore Hotel
Das Biltmore Hotel ist ein Luxushotel in Coral Gables in Florida in den USA. Entworfen wurde es von den Architekten Schultze und Weaver im Auftrag von John McEntee Bowman und George Merrick als Teil der Biltmore-Hotel-Kette. Eröffnet wurde es im Jahr 1926.
Nach dem Eintritt der USA in den Zweiten Weltkrieg diente das Hotel als Krankenhaus des Kriegsveteranenministeriums der Vereinigten Staaten (VA-Krankenhaus) und war dem Campus der University of Miami Medical School angeschlossen. Erst ab 1987 wurde es wieder als Hotel genutzt.
Am 27. September 1972 wurde das Hotel im National Register of Historic Places verzeichnet. Am 19. Juni 1996 wurde das Hotel zu einer National Historic Landmark ernannt. Der neue Eigentümer richtete das Hotel wieder im alten Stil her.

## Geschichte
Nach seiner Fertigstellung war das Bauwerk das höchste Gebäude in Florida und übertraf somit den Freedom Tower in Miami. 1928 wurde das Gebäude dann vom Dade County Courthouse in Miami überflügelt.

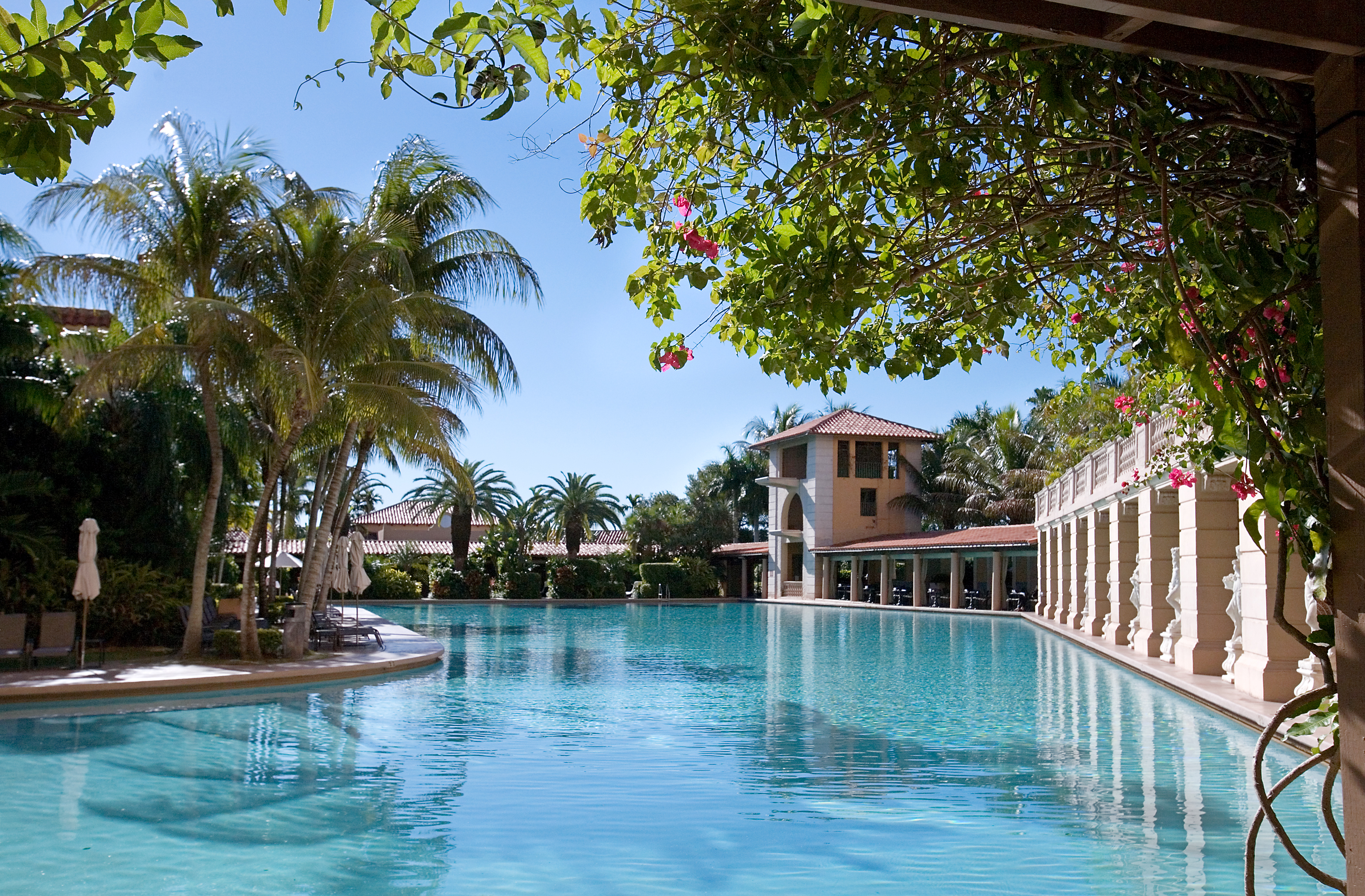
Poolanlage

 Damals verfügte die Hotelanlage über den größten Swimmingpool der Welt und hatte als Schwimmlehrer den späteren Tarzan-Schauspieler Johnny Weissmüller unter Vertrag.
Das Gebäude diente als Kulisse für den Film Bad Boys – Harte Jungs und Fernsehformate wie CSI: Miami und Miami Vice. In Ken Wiederhorns Horrorfilm von 1977 Shock Waves – Die aus der Tiefe kamen war es ebenfalls einer der Drehorte. Es war die Zeit, als das Hotel sich in einem schlimmen Zustand befand und seine Zukunft ungewiss war. So war es möglich, lange Kamerafahrten durch die Gänge und unheimliche Kamerawinkel aufzunehmen, die der Film benötigte.

## Vorgeschichte
Als Schöpfer gilt der Städteplanungsvisionär und Wegbereiter des New Urbanism George E. Merrick, der auch der Gründer der University of Miami war. Um eine schöne Umgebung zu gewährleisten, wurden strenge Bauvorschriften vorgegeben. Auf die Gestaltung der umgebenden Natur wurde großer Wert gelegt; so waren breite Boulevards mit üppiger Seitenbepflanzung, stattliche im mediterranen Stil erbaute Häuser, Banyanbäume und weitere tropische Pflanzen Teil der gestalterischen Planung ebenso wie Golfplätze und Country-Clubs.
1925 tat sich Merrick mit dem Biltmore-Hotel-Magnaten John McEntee Bowmann zusammen, um als Teil seines Projektes ein besonderes Hotel erstehen zu lassen, das vielfältigen Zwecken dienen sollte. Im Januar 1926 öffnete die 10 Millionen $ teure Hotelanlage ihre Pforten. In seiner Blütezeit war das Hotel Gastgeber so bekannter Persönlichkeiten wie Ginger Rogers, Judy Garland, Bing Crosby, Al Capone und zählte auch den Herzog und die Herzogin von Windsor zu seinen Gästen ebenso wie Mitglieder der Familien Roosevelt und Vanderbilt. Gala-Veranstaltungen, Wassershows am riesigen Pool und andere Events waren an der Tagesordnung. Johnny Weissmüller beispielsweise brach im Pool des Biltmore Hotels einen Weltrekord, bevor er sich als Tarzan von Baum zu Baum schwang.
Mit Beginn des Zweiten Weltkrieges ordnete das Pentagon die Umwandlung des Hotels in ein Krankenhaus an. Es diente den Verwundeten der United States Army Air Forces als Hospital. Aus diesem Grund wurden viele der Fenster mit Beton verschlossen und die Marmorböden mit Linoleum ausgelegt. Ab 1968 stand das Gebäude leer und sah einer ungewissen Zukunft entgegen. 1973 wurde es Eigentum der Stadt Coral Gables, die unschlüssig war, was damit geschehen sollte. Erst im Jahr 1983 begann man mit der Wiederherstellung. Ziel war es, das Biltmore wieder zu einem Grandhotel zu machen. Vier Jahre später eröffnete das neue Biltmore am 31. Dezember 1987 als First-Class-Hotel, nachdem man 55 Millionen $ investiert hatte. Zur Eröffnung kamen circa 600 Gäste, die dem historischen Biltmore mit einer schwarzen Krawatte ihre Ehre erwiesen.
Seit Juni 1992 steht das Hotel unter der Leitung des multinationalen Konsortiums der Seaway Hotel Corp., die einen langfristigen Mietvertrag mit der Verwaltung der Stadt Coral Gables abgeschlossen hat und wiederum erhebliche Umbaumaßnahmen veranlasste, wie neue Beleuchtung, Überholung der Telefonanlagen, Computerinstallationen und weitere für ein First-Class-Hotel unerlässliche Investitionen.
Bei der Gala-Eröffnung des Miami Biltmore Country Clubs 1926 prognostizierte Frank Crane, dass viele Gäste kommen und gehen würden, aber die Gestaltung der Hotelanlage von Dauer sein werde, womit er recht behielt.

## Abbildungen

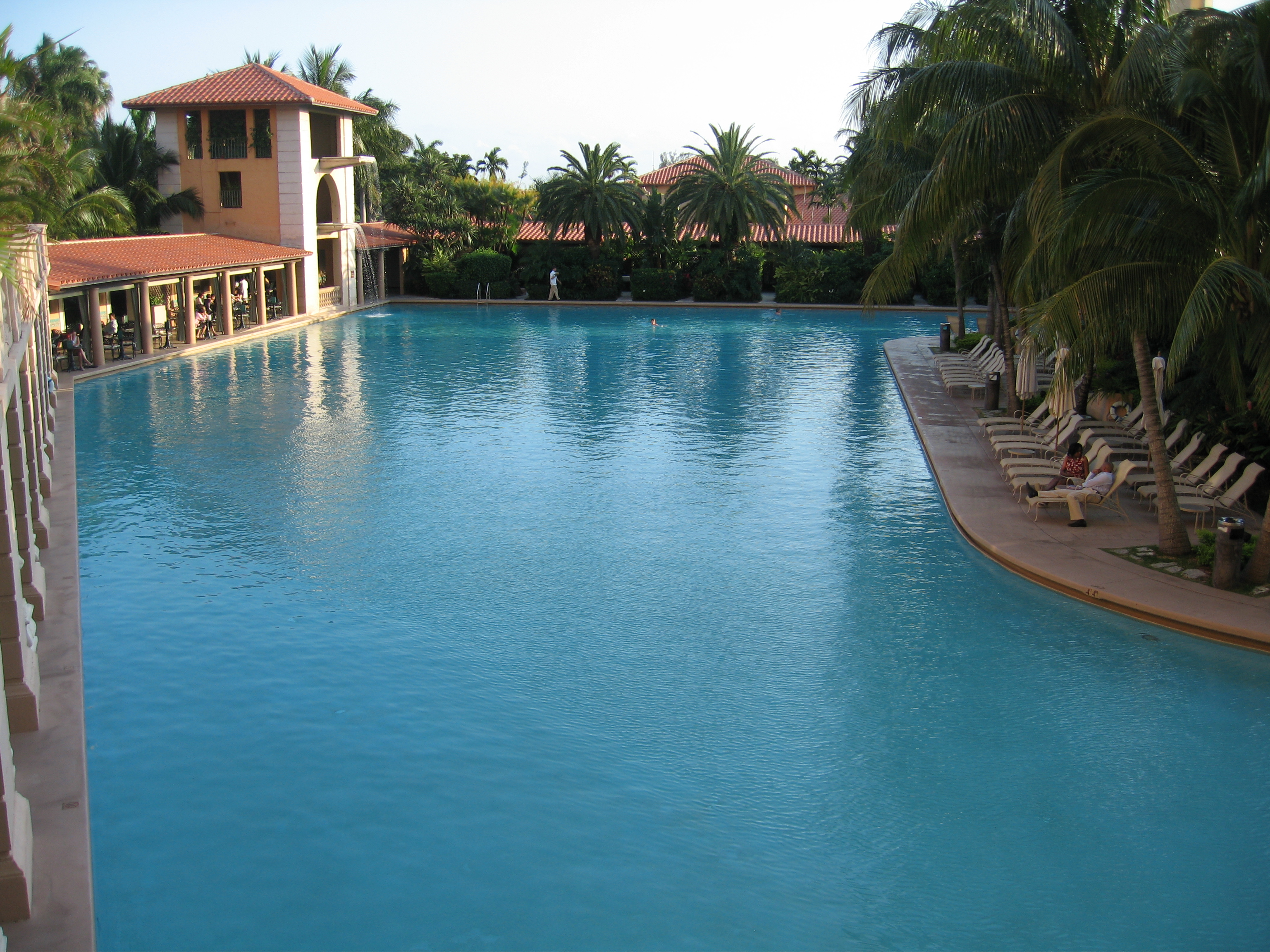
Poolansicht
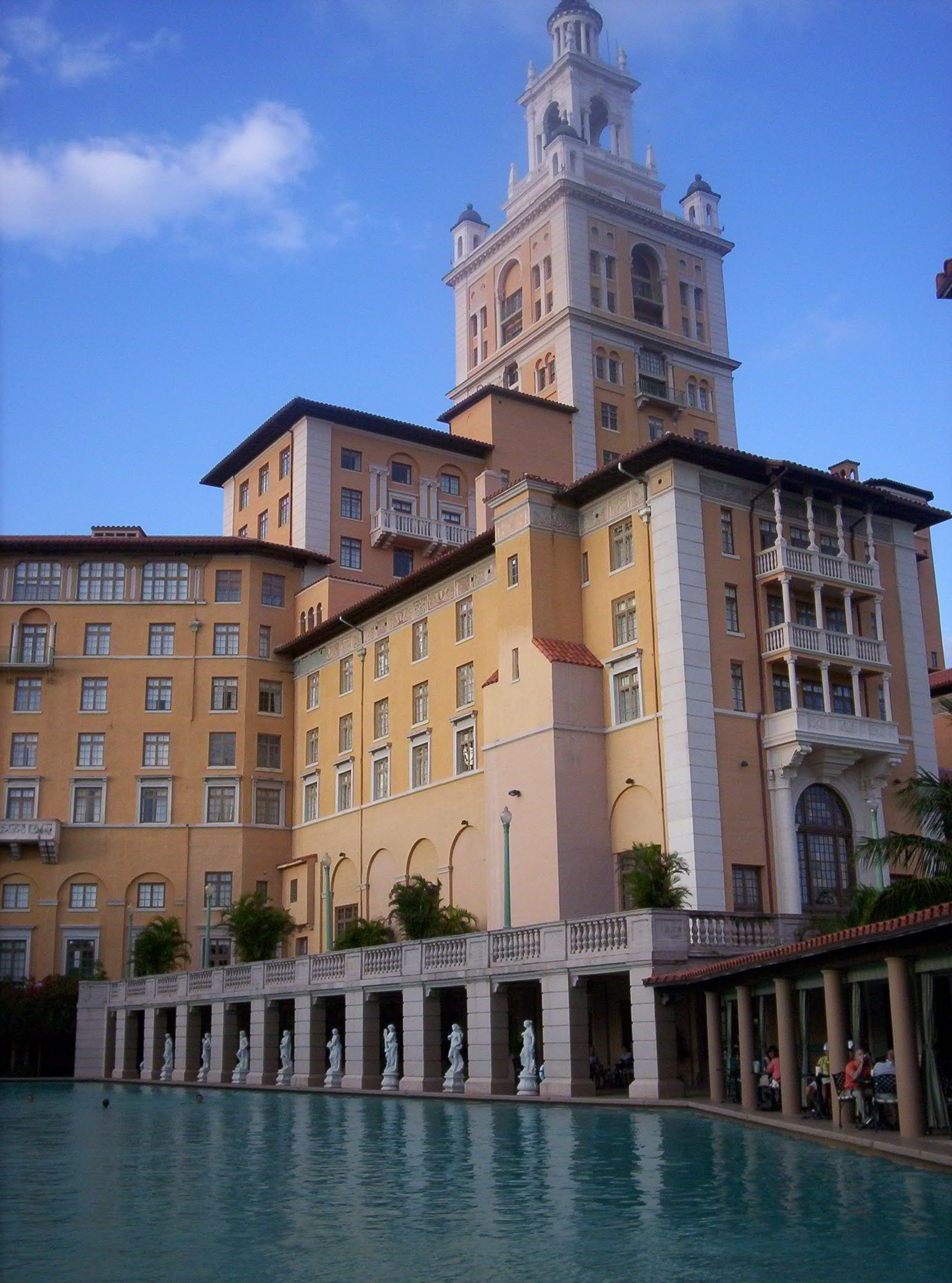
Poolansicht
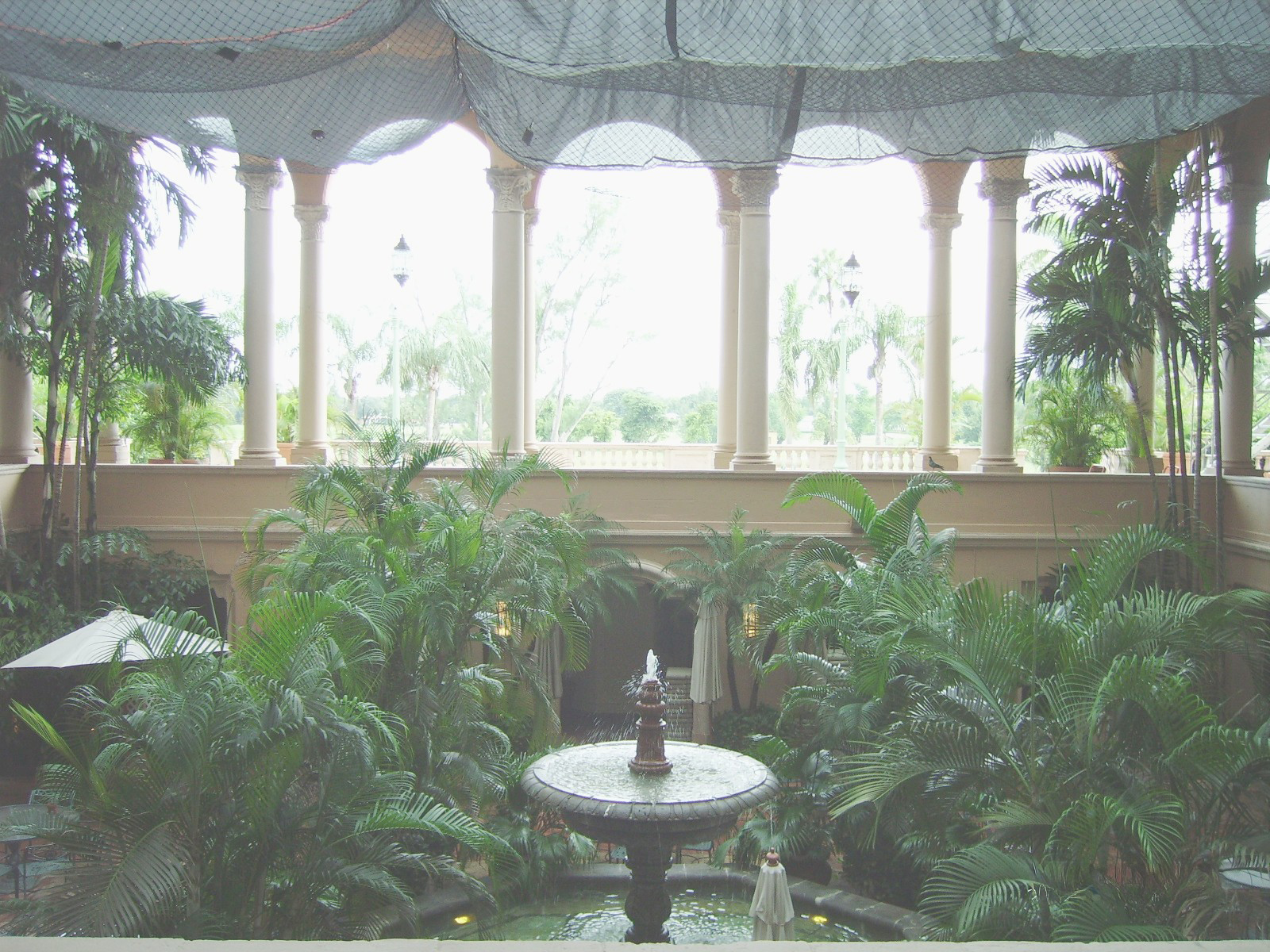
Courtyard
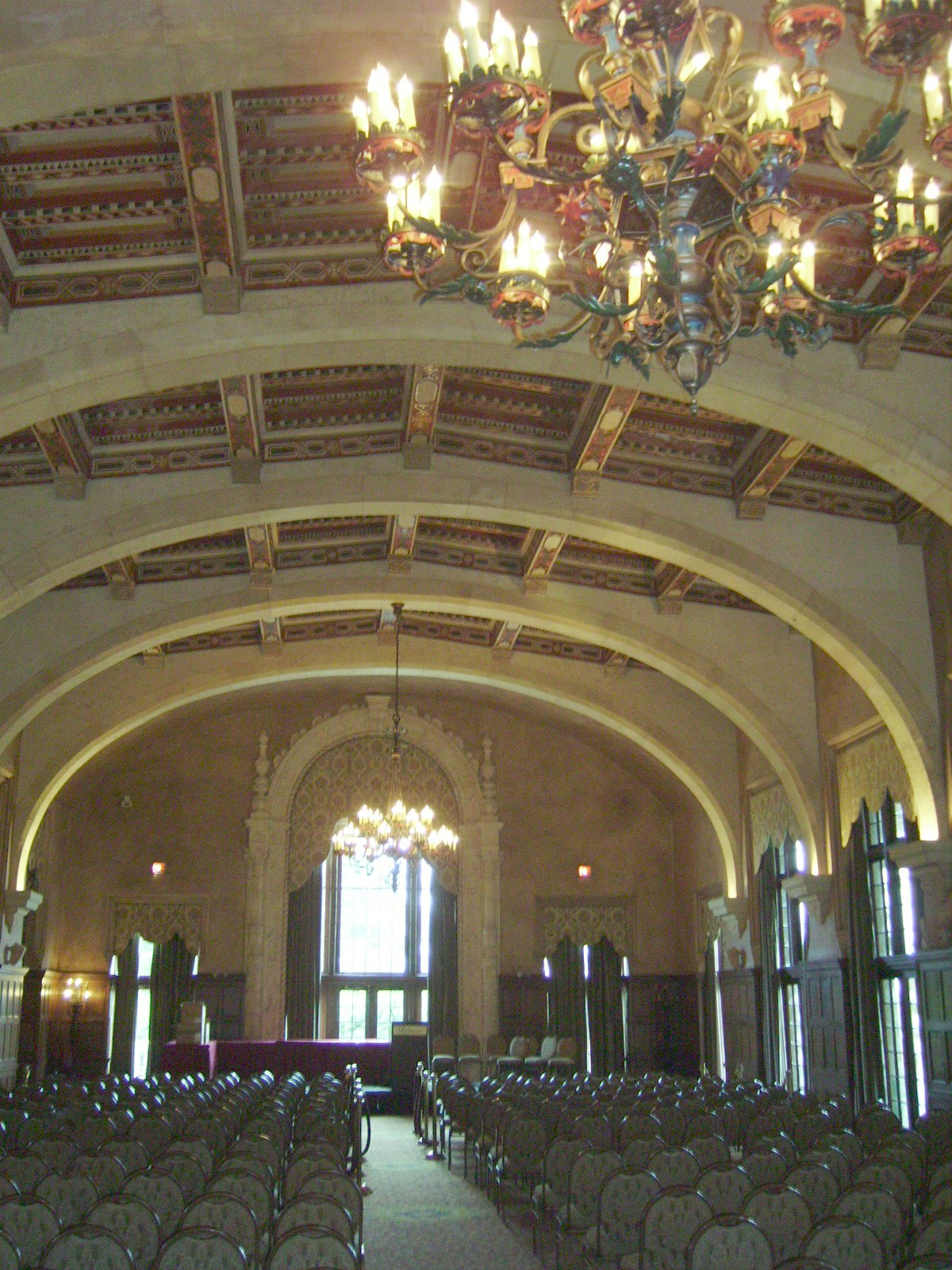
Eine der Empfangshallen
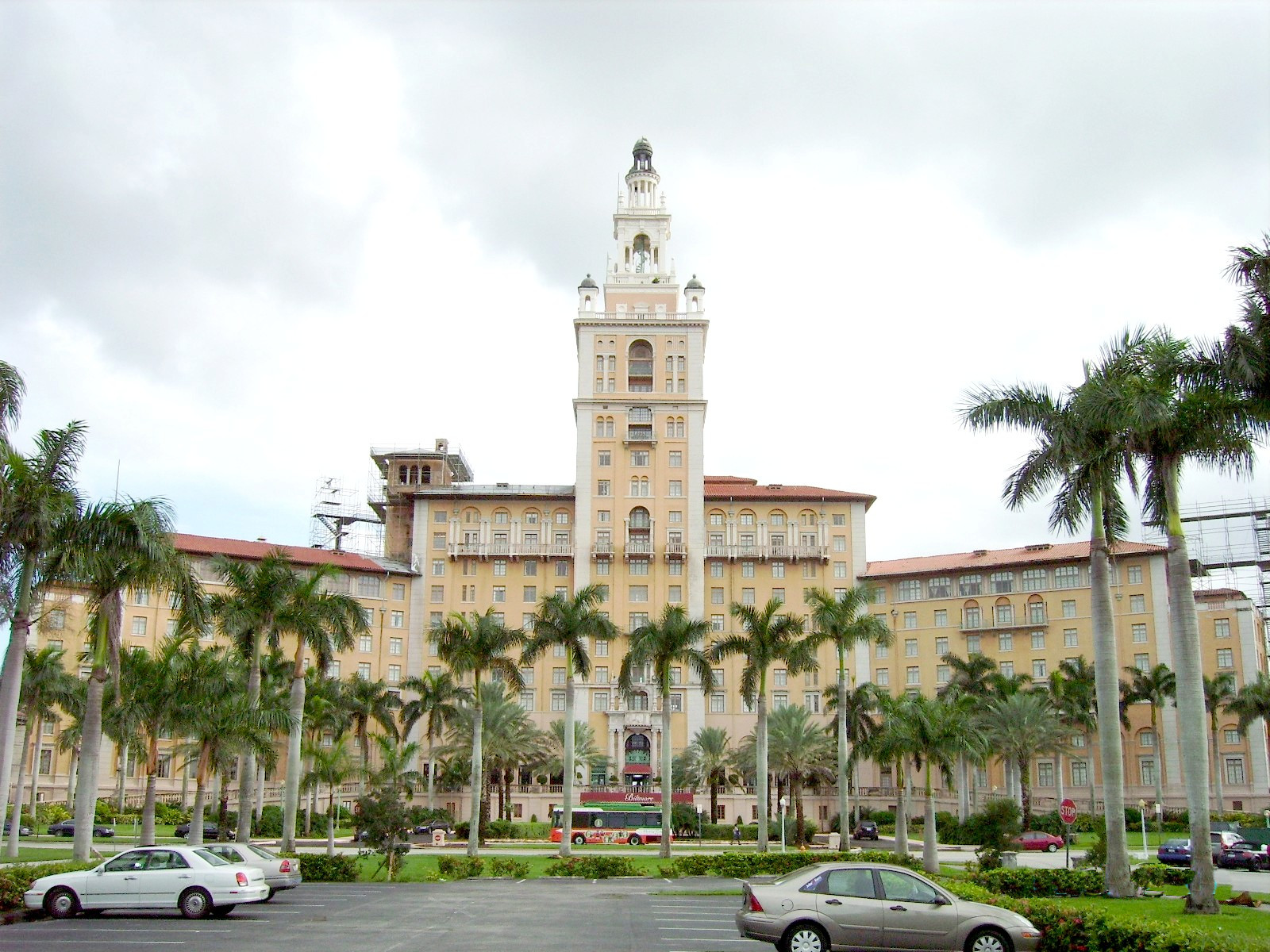
Frontansicht 2006
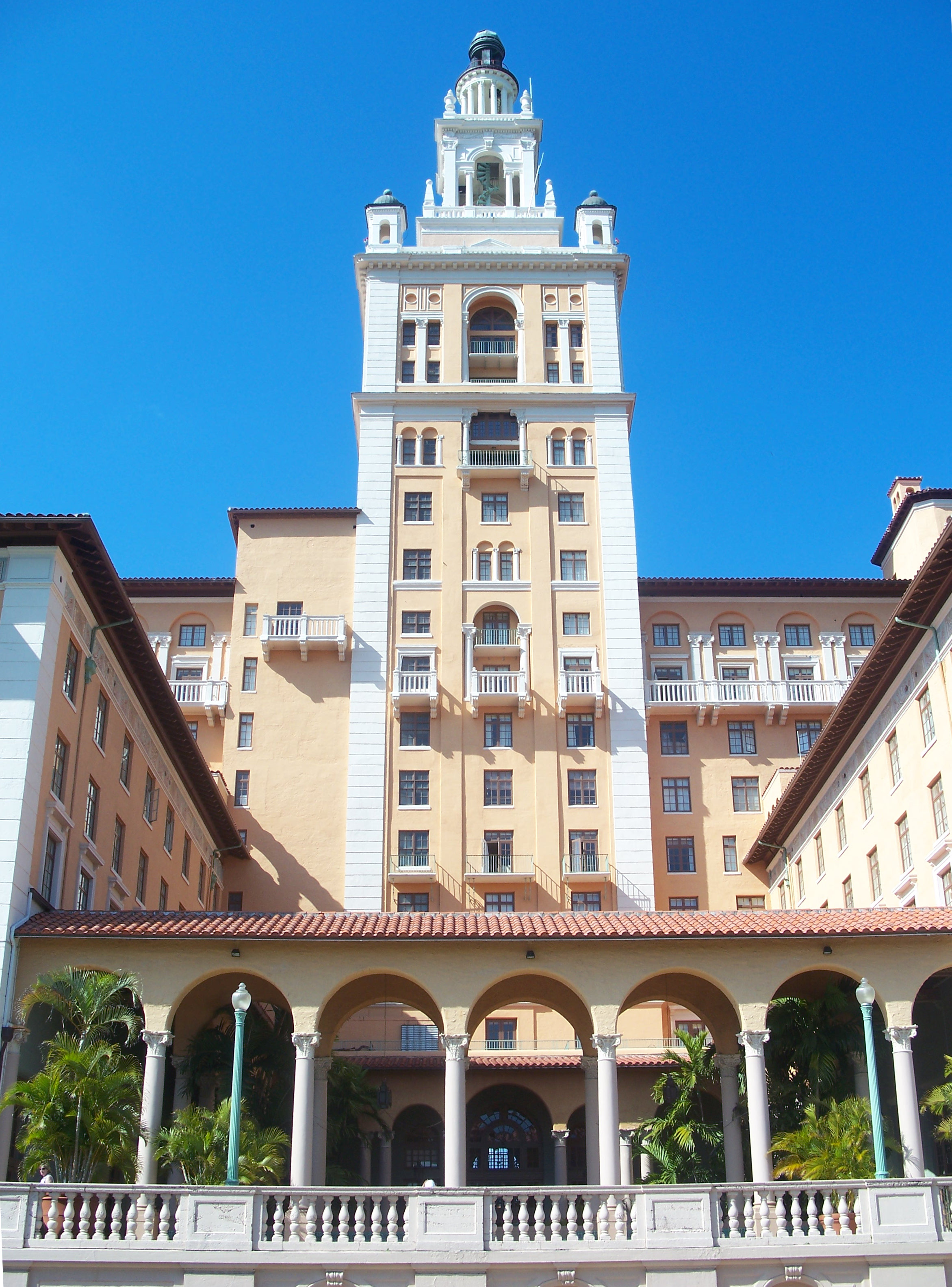
Hinteransicht 2011